# Victor Nysted
Victor Nysted (21 febbraio 1889 – 23 dicembre 1949) è stato un calciatore norvegese, di ruolo attaccante.

## Carriera

### Club
Nysted giocò per il Lyn Oslo, con cui vinse quattro edizioni consecutive della Norgesmesterskapet.

### Nazionale
Conta 2 presenze per la Norvegia. Debuttò il 12 luglio 1908, nella sconfitta per 11-3 contro la Svezia. Il 17 settembre 1911 segnò l'unica rete, in un'altra sconfitta con la Svezia, stavolta per 4-1.

## Palmarès

### Club

#### Competizioni nazionali
- Coppa di Norvegia: 4

Lyn Oslo: 1908, 1909, 1910, 1911